# Oribotritia banksi
Oribotritia banksi är en kvalsterart som först beskrevs av Oudemans 1916.  Oribotritia banksi ingår i släktet Oribotritia och familjen Oribotritiidae. Inga underarter finns listade i Catalogue of Life.